# M 15 (Ukraine)
Die M 15 ist eine Fernstraße von „internationaler Bedeutung“ in der Ukraine. Sie führt von Odessa in südwestliche Richtung nach Ismajil an der Donau, die hier zugleich die Staatsgrenze mit Rumänien bildet. Vor 1991 war die Strecke ein Abschnitt der A 290 im sowjetischen Fernstraßennetz. Sie ist Teil der Europastraße 87. Zwischen Majaky und Starokosatsche verläuft bei Palanca ein kurzer Streckenabschnitt der M 15 über moldauisches Staatsgebiet.

## Verlauf
| 0 km   | Odessa                                                                                    |
| 24 km  | Majaky (bei Biljajiwka)                                                                   |
| 42 km  | Palanca (Moldau)                                                                          |
| 54 km  | Starokosatsche                                                                            |
| 70 km  | Monaschi                                                                                  |
| 106 km | Sarata                                                                                    |
| 130 km | Tatarbunary                                                                               |
| 149 km | Strumok                                                                                   |
| 184 km | Kyrnytschky, Abzweig nach Bolhrad, E 94 nach Vulcănești (Moldau) und Constanța (Rumänien) |
| 197 km | Katlabuh                                                                                  |
| 227 km | Ismajil                                                                                   |